# Мал Свети Климент
„Мал Свети Климент“ (на македонска литературна норма: „Мал Свети Климент“) е православна църква в град Охрид, Северна Македония.

## Местоположение
Църквата е разположена във Вароша, в Болничката енория, на улица „Методи Патчев“ № 9а, близо до Долната порта и е на практика скрита между къщите.

## История
Според гръцкия надпис на южната стена храмът е изграден и изписан със средства и труд на свещеник Стефан, при управлението на великия жупан Андрей Гропа и архиепископ Григорий в 1378 година.
| „ | Ἀνηγέρθη καὶ ἀνιστορήθη ὁ θεῖος οὖτος ναὸς, εἰς ὄνομα τοῦ αὐθέντου ἡμῶν καὶ θαυματουργοῦ μεγάλου ἁγίου Κλήμεντος, διὰ συνδρομῆς, ἐξόδου κ[αὶ] κόπου οἰκείου τοῦ θεοσεβαστάτου ἱερέως Στεφάνου τοῦ προφἡτου ἐπίκρατούσις τῆς λαμπρὰς πόλεως ταύτης Ἀχρίδας θεοσώστου τοῦ, πανευγενεστάτου αὐθέντου ἡμῶν μεγάλου ζουπάνου κυρ Ἀνδρέα του Γρώπα ἀρχιερατεβοντως παναγιοτάτου ἀρχιεπισκόπου τῆς πρώτης Ἰουστϊνιανῆς καὶ πάσης Βουλγαρίας κυρ Γρηγορίου. μηνὶ ἰουλίῳ ἰνδ ιε’ ἔτους ͵ςῶπς. Въздигна се и се изписа тоя божествен храм в името на нашия господар и чудотворец свети Климент, със съдействието, разхода и труда на благочествия свещеник Стефан пророк, при владението на светлия тоя и богоспасяем град Ахрида на всеблагороднейшия наш господар велик жупан кир Андрей Гропа, при архиерейството на всесветлейшия архиепископ на Първа Юстиниана и на цяла България кир Григорий, месец юли, индикт 15, година 6886 (1378 от Христа). | “ |

Надписът е публикуван в 1894 година от Бранислав Нушич, който датира храма в 1378 година. Нушич казва, че църквата е в лошо състояние и в нея не се служи. В същата 1894 година надписът е публикуван и от Павел Милюков, който датира храма в 1348 година. В 1908 година Йордан Иванов публикува надписа в „Български старини из Македония“ и коригира година, като чете Н, като П и така датировката е 1378 година.
Това е единствената охридска църква, която носи името на Свети Климент от самото си начало. Според охридската легенда, в XIV век, когато „Свети Пантелеймон“ е превърната в джамия, мощите на Свети Климент са пренесени в тази църква. По-късно са преместени в „Света Богородица Перивлепта“, която започва да се нарича „Свети Климент“ и така тази църква получава името „Мал Свети Климент“ или „Стар Свети Климент“.
В 1694 година Козма Китийски съставя списък на охридските църкви, в която тази я няма. Вероятно тогава храмът е бил запуснат и в руини.

## Архитектура
„Свети Климент“ е малка еднокорабна църква с правоъгълна основа, която на изток отвън завършва с тристранна апсида, полукръгла отвътре. Първоначално е засводена с полуцилиндричен свод, който според някои източници е разрушен в XVII век и заменен с касетиран таван. Покривът е на две води. В олтара има две полукръгли ниши от двете страни на апсидата. Заради пропадането на терена, западният вход е зазидан и е оставен единствено южният. Осветлението и проветрението става през два отвора – в апсидата и на западната стена.
Сградата е градена от ломен камък и частично от тухли с варов хоросан. Апсидата и полукръглата ниша на западната стена са обработени с бигор. На наоса и на олтарната апсида има едноредов зъбчат венец.
В 50-те години на XX век е извършена консервация, при която на южната фасада са изградена два контрафорса и в горните чяста и на северната и южната стена са поставени три железни стеги в посока север – юг.
В 1999 година Институтът за защита на паметниците на културата и музей – Охрид започва консервация на сградата. В 2000 година таванът е отстранен и е извършена реконструкция на разрушения полуцилиндричен свод с блокове от бигор и варов хоросан. Сградата е освободена от натрупана пръст и укрепена конструктивно. Изградена е подпорна железобетонна стена от северната и източната страна, облицована с камък.

### Стенописи
Живописта на падналия свод е унищожена. Запазените стенописи са типични за охридските работилници от XIV век с качество по-ниско от това на предходните векове, тъй като художиците работят върху по-малки църкви. Живописта в „Мал Свети Климент“ се приближава към тази в „Св. св. Константин и Елена“.
На източната стена в протезиса е изображението на Стефан Първомъченик, а в нишата на диаконикона е Роман Сладкопевец. В средата на олтара е Поклонението на Христос – агнец, на когото от север му се покланяв Василий Велики и Григорий Чудотворец, а от южната страна Йоан Златоуст и Атанасий Александрийски, които държат отворени свитъци. В конхата на апсидата е Света Богородица Ширшая небес с два ангела отстрани. Вляво и дясно от Богородица в олтара е Благовещение с Архангел Гавриил от северната страна и Мария от южната.
На южната стена в първата зона от изток на запад са фигурите на Климент Охридски, Николай Чудотворец и Наум Охридски. Над вратата на южната стена е ктиторският надпис. Западно от вратата е Света Петка. Във втората зона на южната стена има фриз от бюстове на светци в медальони, който започва от олтара с Ахил Лариски, Евстатий, Авксентий, Евгений, Мардарий, Орест. От Великите празница са изобразени Сретение, Кръщение Господне и Възкресение Лазарево. Тези сцени са силно повредени.
На западната стена в първата зона южно от зазиданата врата са в цял ръст Козма и Дамян, а на северната стана Константин и Елена, които са силно повредени. Във втората зона на западната стена е Успение Богородично, а над него в третата зона е Влизане в Ерусалим.
На северната стена стенописите са почти напълно унищожени, като се четат само надписите на изображенията на Свети Христофор и Свети Виктор в медальони.
Стенописите са дело на двама майстори. По-умелият художник е изработил тези на западната стена и долната зона с правите фигури на южната. В изкуството му се усеща сливането на традицията на по-старото охридско изкуство и новите живописни схващания. Характерни са заоблените обеми, повърхности с гъсто нанесена боя. Ефектът на светлина се постига с честа упореба на линии на образите и драпериите. На по-слабия зограф са стенописите на източната стена и Великите празници на южната. Неговите фигури са с твърд чертеж с дебели линии и на места отсъства цветова моделация.